# Caecilia inca
Caecilia inca é uma espécie de anfíbio gimnofiono. É nativa do Peru, onde é conhecida apenas na sua localidade-tip em Fundo Sinchona. O seu habitat é subterrâneo, em floresta tropical húmida em baixas altitudes.